# Art manichéen

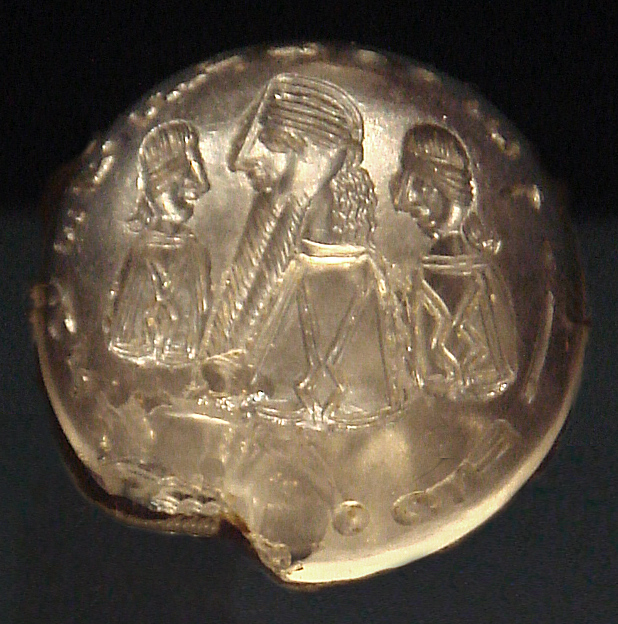
Le sceau de Mani, la plus ancienne œuvre d'art manichéenne connue.

L'art manichéen est l'ensemble des œuvres d'art qui se rattachent à la religion manichéenne. Cette riche tradition artistique commence par Mani lui-même écrivant l'Arzhang, ou Livre d'images.
L'une des principales croyances de Mani était que les arts (à savoir la peinture, la calligraphie et la musique) étaient de la même estime que l'esprit divin (moyen persan : Mihryazd), croyant que la création de l'art était comparable à la création par Dieu de formes vivantes, et donc l'expérience de l'art était plus un acte divin que tout autre dans le monde matériel. Tout au long des 1 400 ans d'histoire du manichéisme, des livres didactiques de peintures ont été utilisés pour illustrer les enseignements et les croyances de la religion. Dès le début, le prophète Mani a envisagé sa religion (qui comprenait les enseignements de Zarathoustra, de Bouddha et du Christ) comme une entité universelle et donc « transculturelle », conduisant à sa vaste propagation de l'Europe à l'Asie. La mission manichéenne a utilisé des moyens de communication à multiples facettes (y compris oraux, textuels et picturaux) afin que les croyances puissent s'adapter à la variété des cultures dans lesquelles elle est entrée. Ces livres d'images couvraient les principaux thèmes du manichéisme, tels que son dualisme de lumière et d'obscurité, les cartes d'un univers religieux, le processus de salut humain, ainsi que divers prophètes et divinités manichéens, et étaient considérés comme des pièces principales du canon manichéen.
Au sujet des peintures originales de Mani, le Dr Zsuzsanna Gulácsi note que les « peintures ont été créées d'abord au milieu du troisième siècle en Mésopotamie avec la participation directe de Mani [...] et ont été préservées plus tard en étant copiées et adaptées à une grande variété de normes artistiques et culturelles, au fur et à mesure que la religion se répandait sur le continent asiatique ». Gulácsi cite les peintures sur soie de l'ère Yuan, le Diagramme manichéen de l'univers et le Sermon sur l'enseignement du salut de Mani, comme exemples de variations sinisées de la tradition de Mani consistant à utiliser un livre d'images comme méthode d'enseignement, ce qui permet de mieux comprendre la cosmologie du manichéisme chinois de l'époque. Après la découverte de fragments d'art ouïghour - manichéen dans les ruines de Tourfan, dans les régions occidentales, les chercheurs ont commencé à se tourner vers les vestiges récemment découverts de l'art du livre manichéen afin d'évaluer à travers les fragments ce qui pourrait ressembler au style original de l'Arzhang.

## Manuscrits enluminés

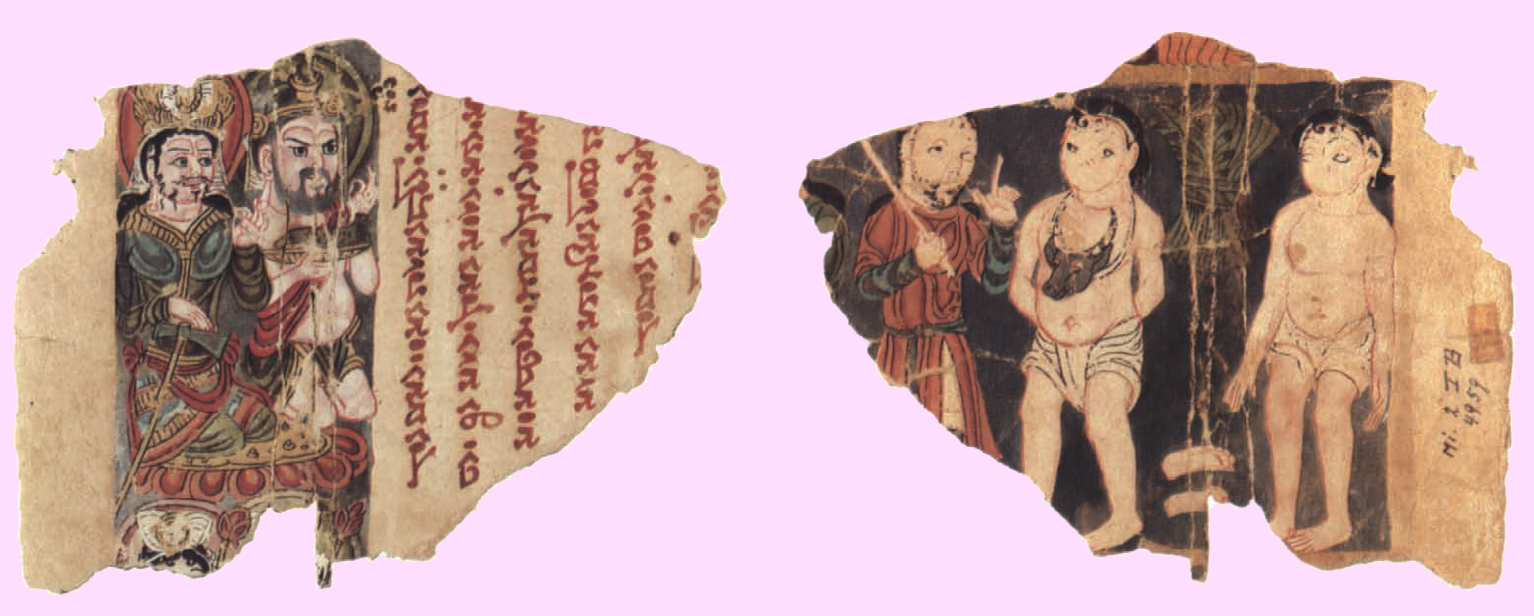
MIK III 4959 des deux côtés
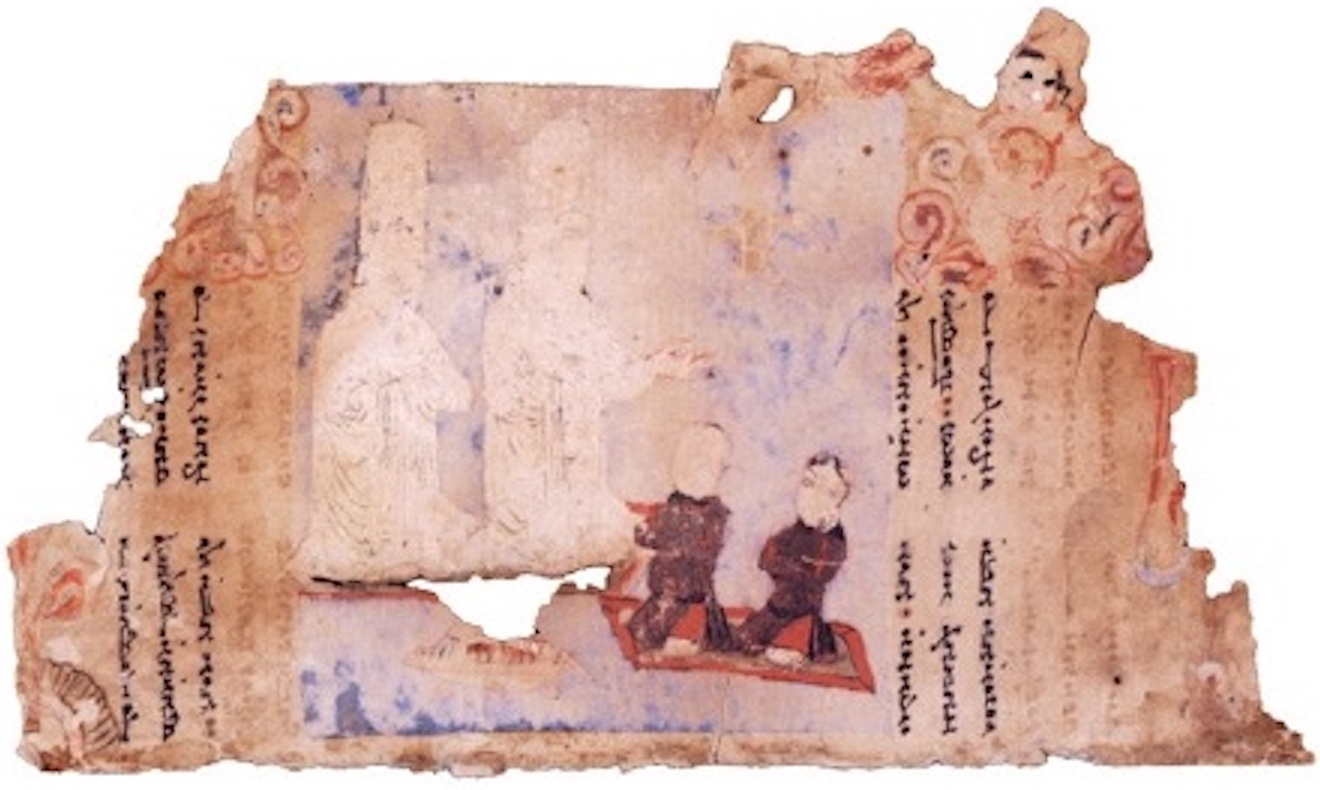
MIK III 4974 recto, le verso n'est que du texte
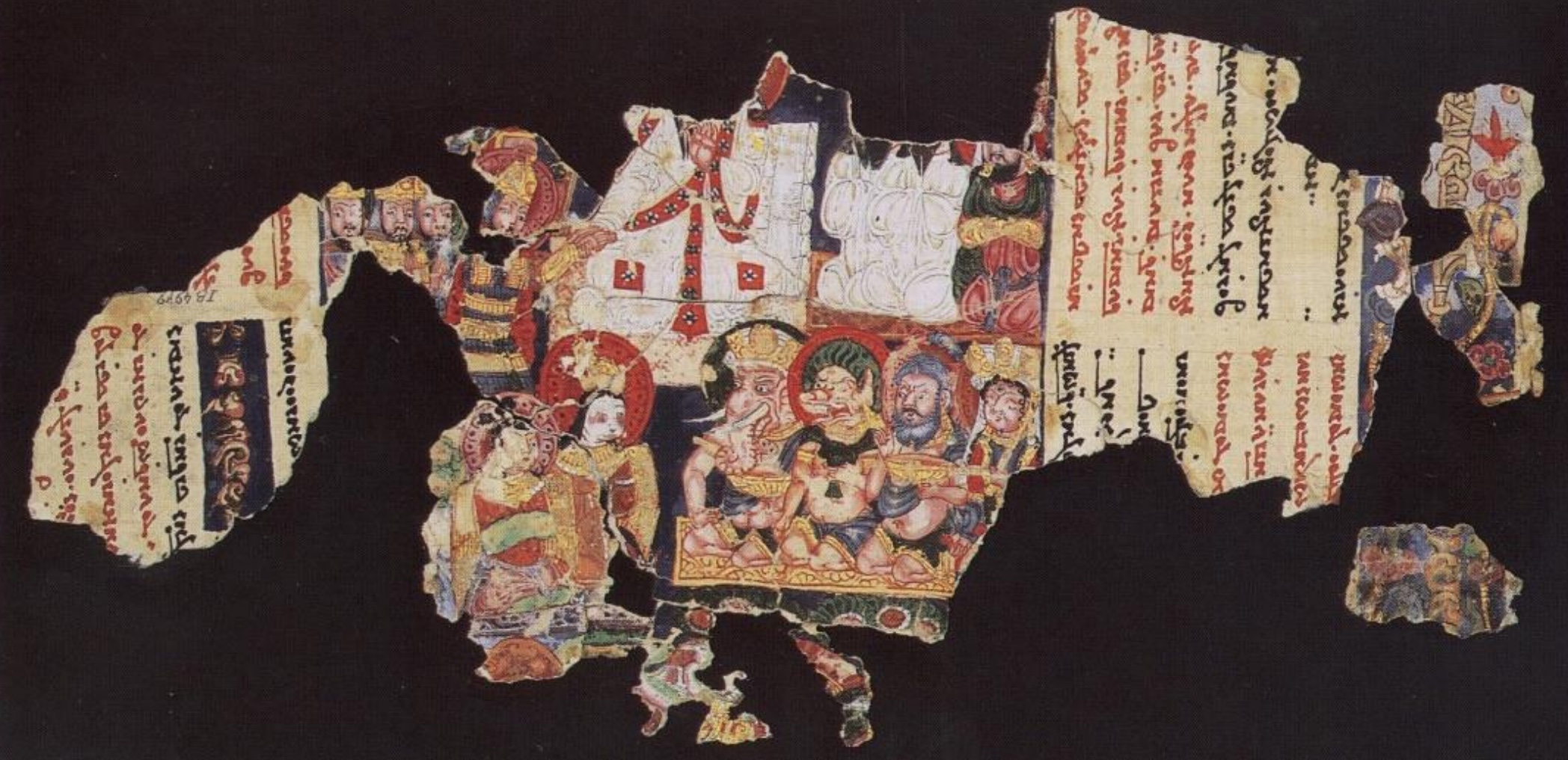
MIK III 4979 face avant
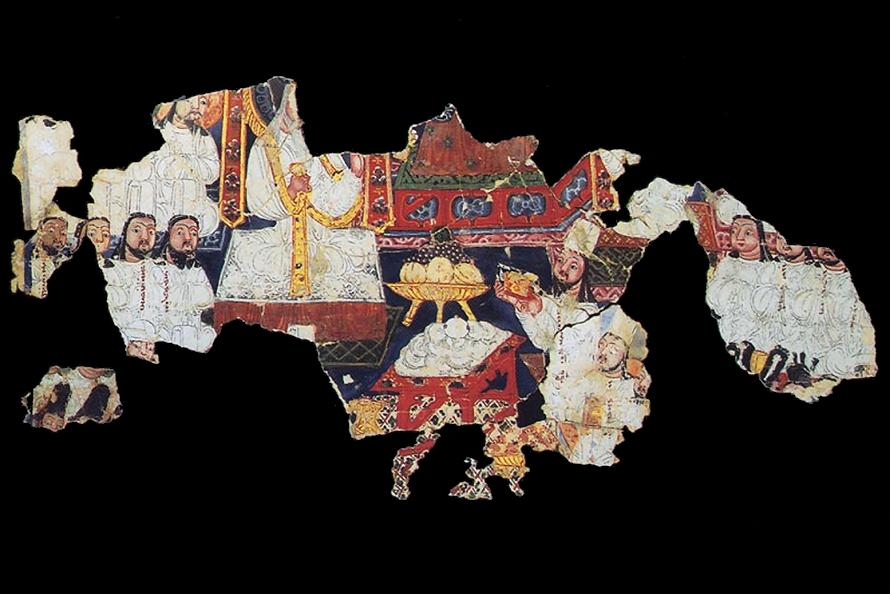
MIK III 4979 face arrière
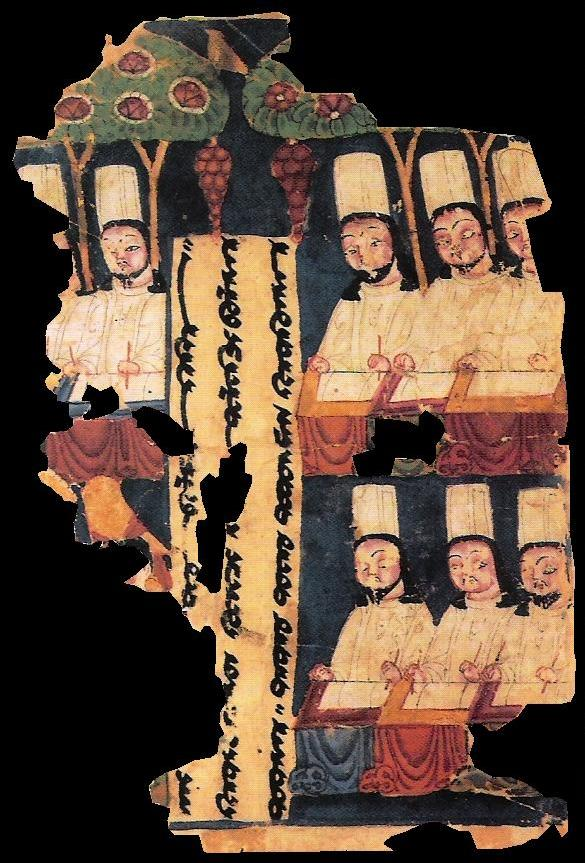
MIK III 6368 face avant
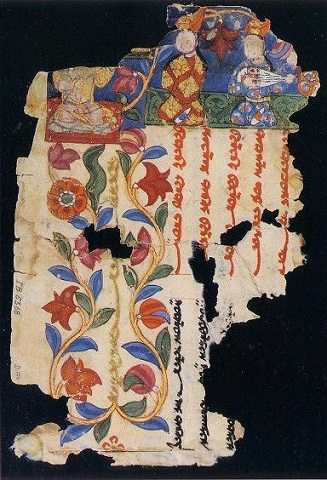
MIK III 6368 face arrière
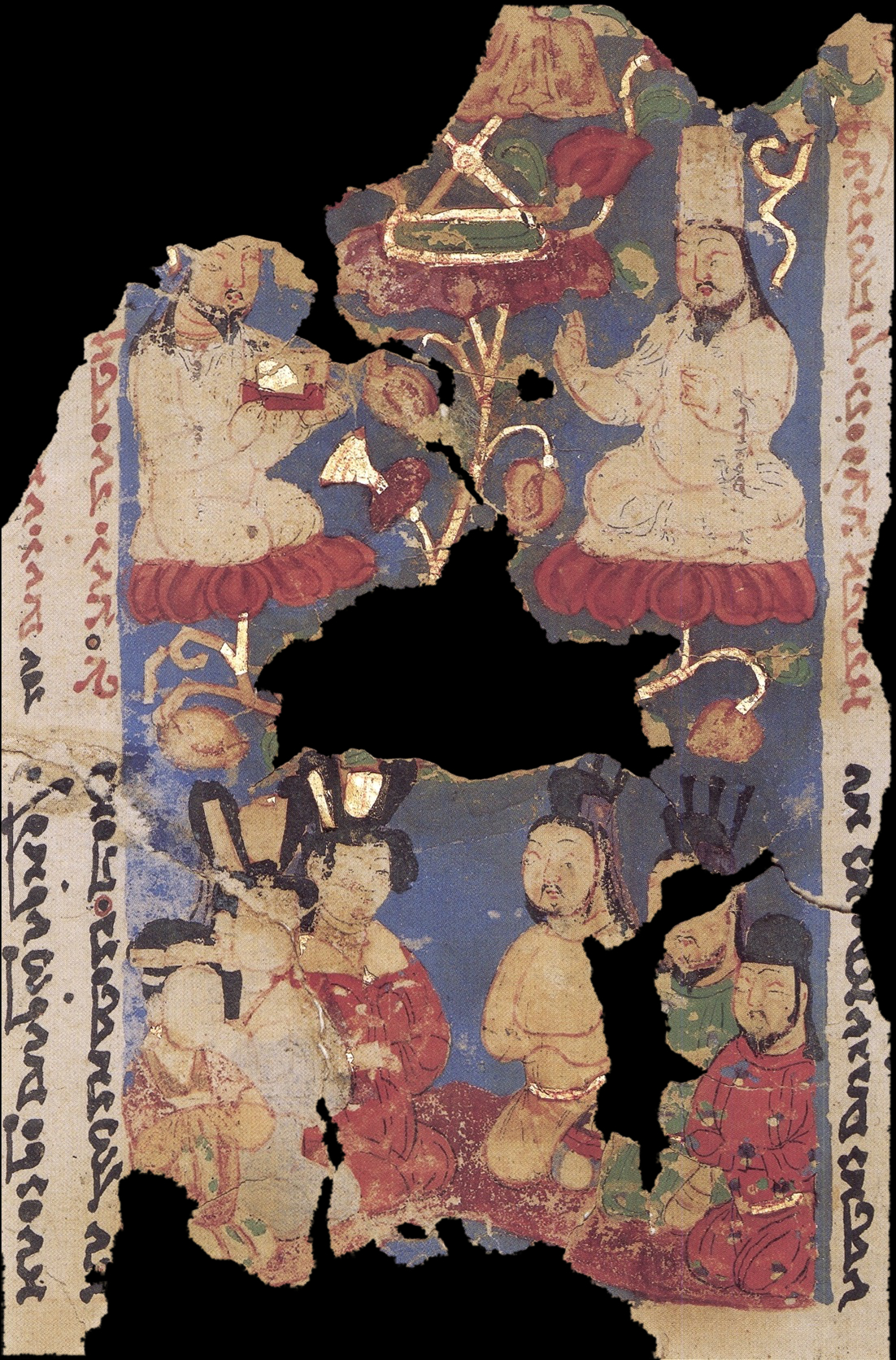
Feuillet d'un livre manichéen " MIK III 8259 (en) " folio 1 recto
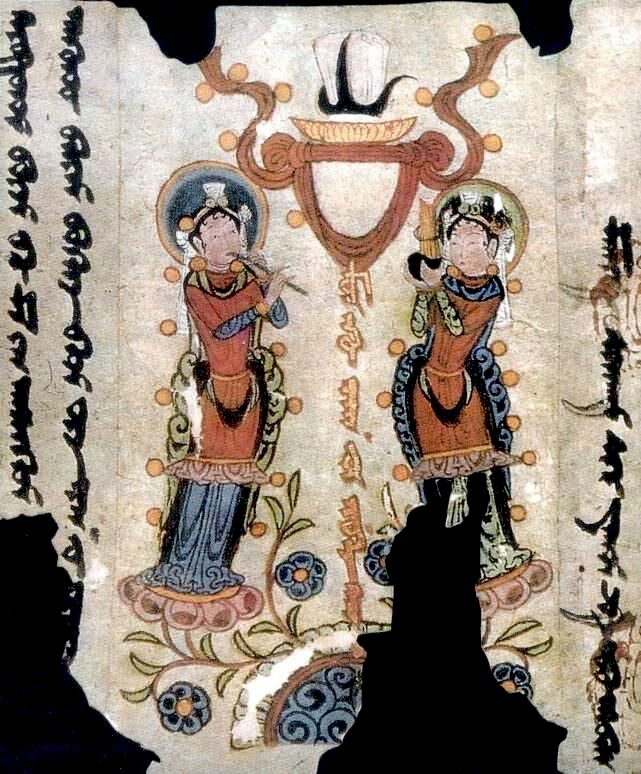
Illustration de la lettre manichéenne en langue sogdienne (en) trouvée séparément des autres illustrations

Les manuscrits enluminés manichéens sont surtout connus d'une série de quatre manuscrits trouvés à Gaochang Xinjiang
- Feuille d'un livre manichéen MIK III 4959 (en)
- Feuille d'un livre manichéen MIK III 4974 (en)
- Feuille d'un livre manichéen MIK III 4979 (en)
- Feuille d'un livre manichéen MIK III 6368 (en)

Ils ont été rassemblés en Allemagne Musée d'art asiatique de Berlin, dessinés au cours des 8e-9e siècles, a été découvert au Xinjiang par l'équipe d'expédition allemande Turpan au début du 20e siècle. Ce sont des manuscrits enluminés avec des illustrations recto-verso 
De plus, la lettre manichéenne en langue sogdienne, également découverte au Xinjiang, contient des illustrations de deux femmes dansant, elle a été trouvée dans les grottes des Mille Bouddhas de Bezeklik ,

## Peintures sur soie

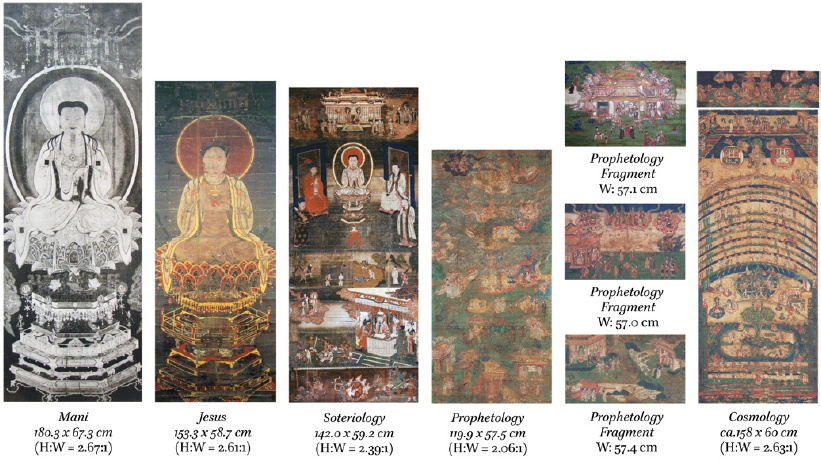
Huit Atlas de peinture sur soie

Huit rouleaux de soie suspendus avec des images didactiques manichéennes du sud de la Chine entre le XIIe siècle et le XVe siècle, qui peuvent être divisés en quatre catégories :
Deux portraits uniques (représentant Mani et Jésus)
- Icône de Mani
- Peinture manichéenne du Bouddha Jésus

Un rouleau illustrant la théorie du salut ( Soteriology )
- Sermon sur l'enseignement du salut de Mani

Quatre rouleaux représentant la prophétologie ( Prophetology )
- Les parents de Mani (en)
- Naissance de Mani (en)
- Épisodes du travail missionnaire de Mani (en)
- Création de la communauté de Mani (en)

Un rouleau représentant la cosmologie ( Cosmology )
- Diagramme de l'univers

## Peintures murales et reliefs et bannières

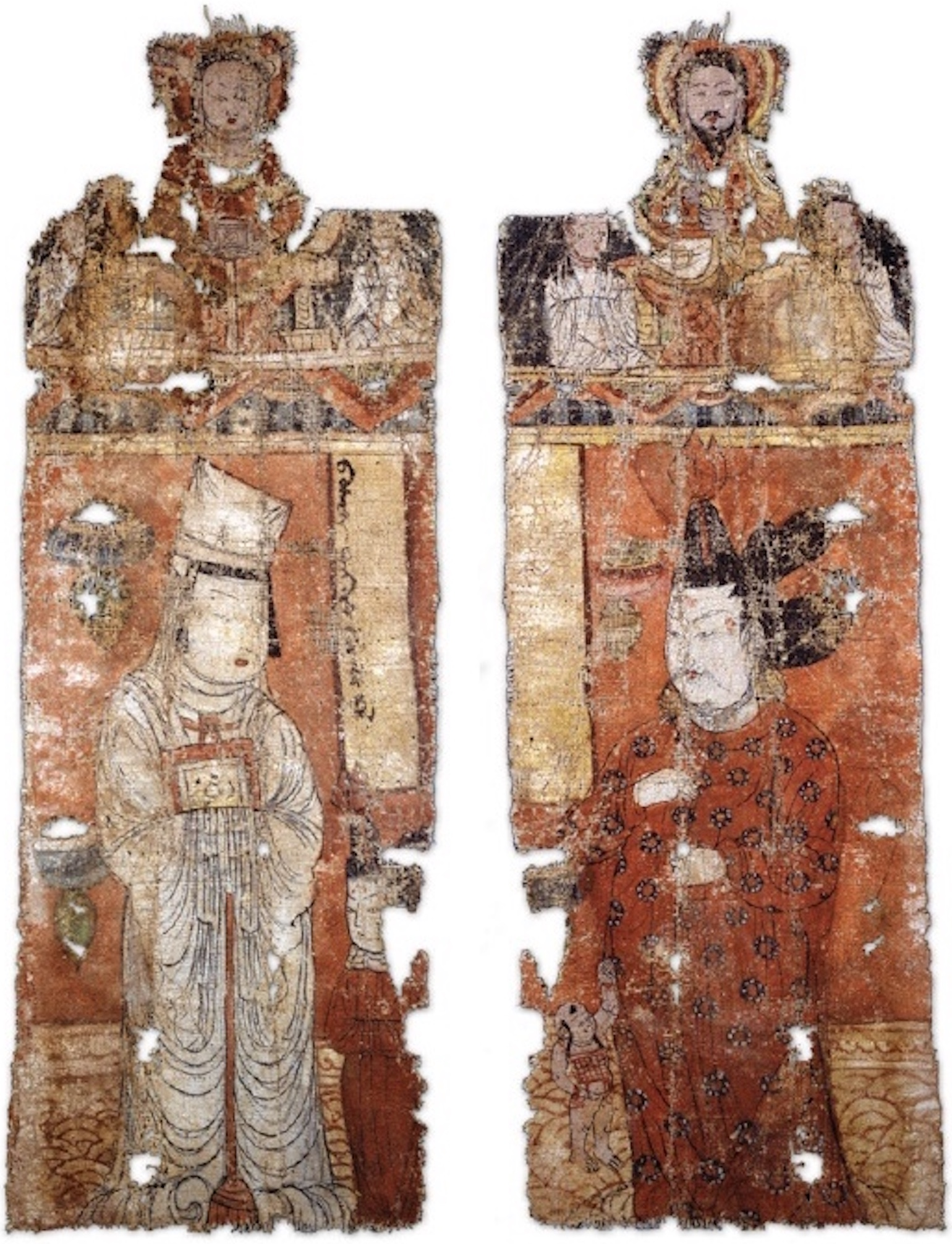
Bannière de temple manichéen MIK III 6286 (en)
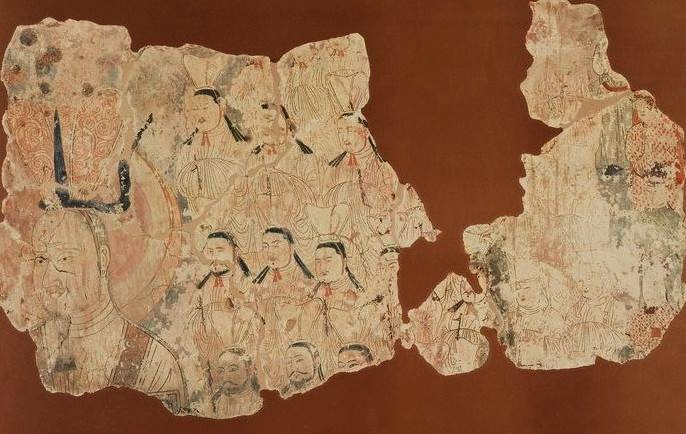
Peinture murale manichéenne MIK III 6918 (en)
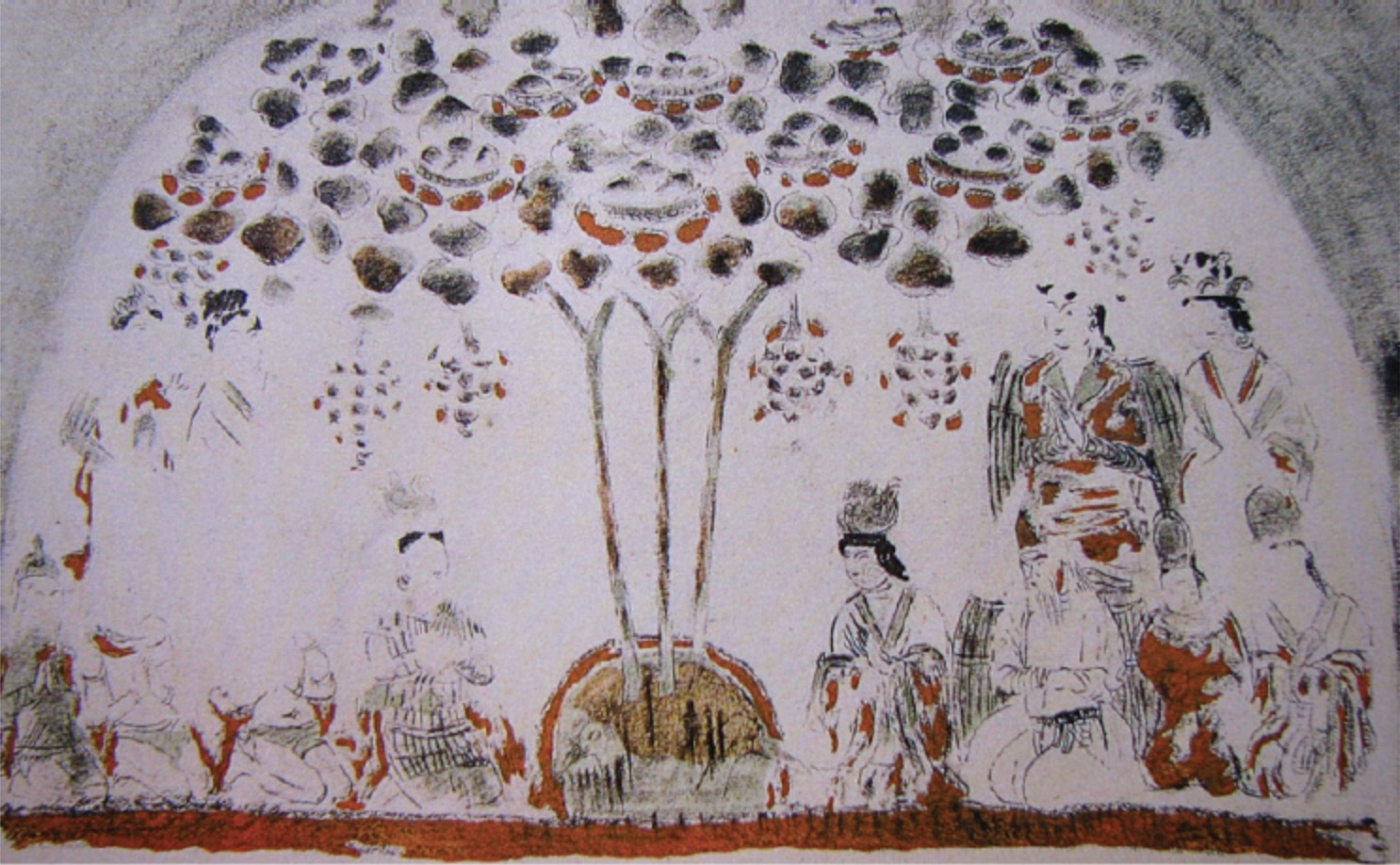
Vénération de l'arbre de vie (en)
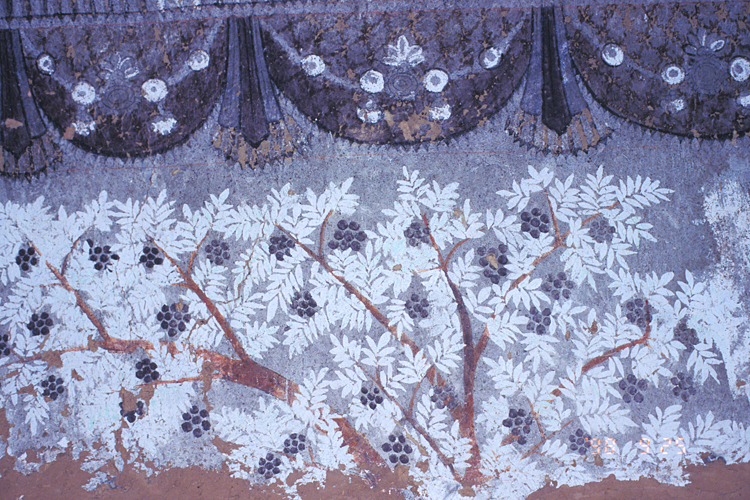
Murale représentant un arbre avec la vigne portant des raisins, grottes de Sengim-aghiz
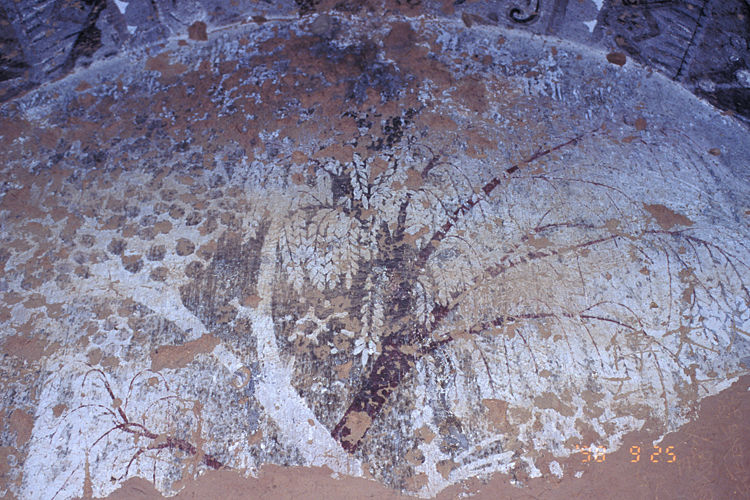
Murale représentant l'arbre de la vie et l'arbre de la mort, grottes de Sengim-aghiz
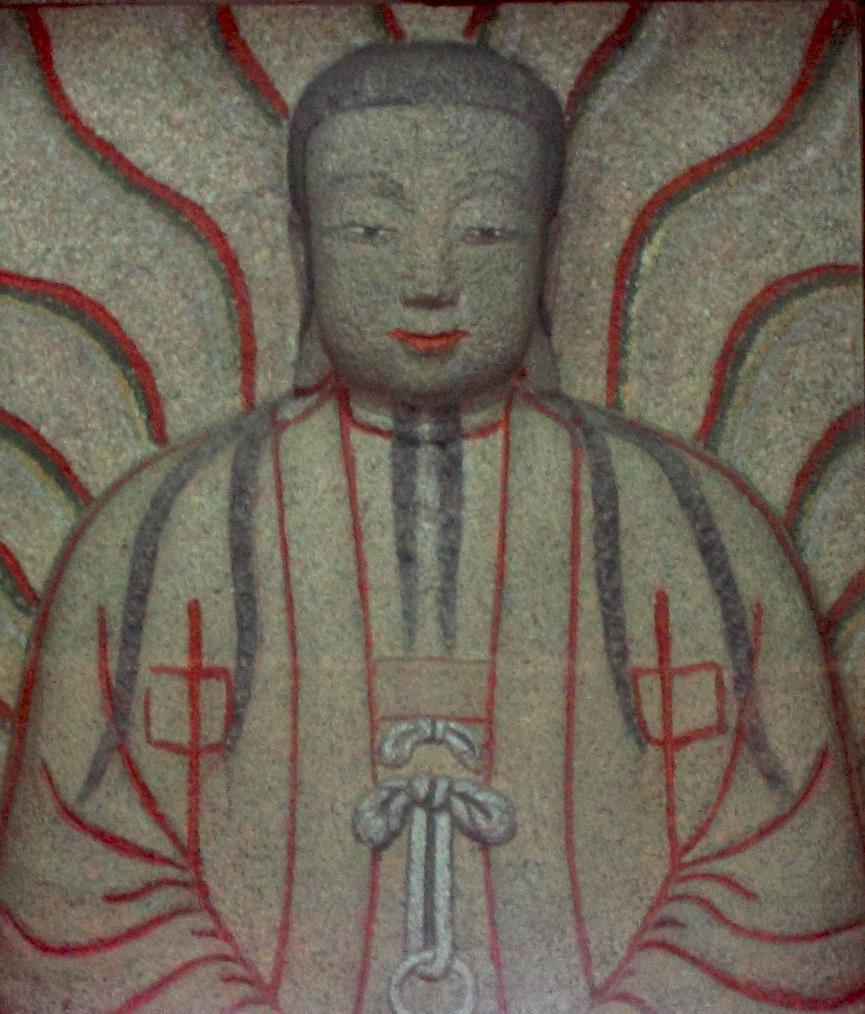
Cao'an image de Mani comme le "Bouddha de Lumière"

Le manichéisme a un riche héritage d'art du temple, notamment les reliefs en pierre manichéens du village de Shangwan, la bannière du temple manichéen MIK III 6286, la peinture murale manichée MIK III 6918 et la vénération de l'arbre de vie
La bannière du temple manichéen MIK III 6286 et la peinture murale manichée MIK III 6918 ont toutes deux été trouvées par les expéditions allemandes Turfan à Gaochang Xinjiang ,
La vénération de l'arbre de vie a été trouvée dans les grottes des Mille Bouddhas de Bezeklik, également au Xinjiang 
Des reliefs manichéens en pierre du village de Shangwan ont été découverts à Fujian en 2009  et le Bouddha de la lumière était connu du public pendant des siècles mais n'a été redécouvert comme manichéen que dans les années 1920 

## Influence
À la suite de la découverte de peintures manichéennes à Turfan, l'historien de l'art Thomas W. Arnold a suggéré que la tradition manichéenne de la création de livres illustrés était la source du style de peinture miniature persane à l'époque de l' empire safavide ; Arnold a déclaré : « Le seul autre art religieux qui aurait pu produire ces images était le manichéen, le caractère oriental des types de visage et de figure, et la similitude des détails techniques avec les peintures manichées qui ont survécu en Asie centrale, suggèrent que ce est la source à laquelle ces images étranges doivent être retracées. Kamāl ud-Dīn Behzād, le plus célèbre des peintres miniatures persans, a été salué par l' historien afghan contemporain Albdulkarim Khondamir, qui a écrit; « Le pinceau de [Behzād] à la Mani a submergé tous les autres peintres. »  De ses études sur les fragments, Zsuzsanna Gulácsi a conclu qu'un ensemble d'œuvres d'art provient d'un livre d'images authentiquement manichéen, abritant des éléments (tels que l'iconographie, le style de pinceau et l'utilisation des couleurs) qui proviennent de l' Arzhang original de Mani et ont été tournés dans le style de peinture traditionnel des générations futures de Manichéens. De plus, les fragments de Turfan possèdent une apparence principalement persane, spécifiquement similaire à l'art qui a survécu de l'ère sassanide (au cours de laquelle Mani a vécu), avec des éléments identifiables comme la qualité des lignes, la simplicité des visages et l'exubérance quantité de détails dans les plis des vêtements. Ces similitudes relient les fragments de Turfan à ce que l'on connaît de l'art dans la région du Grand Iran avant l'arrivée de l'Islam.

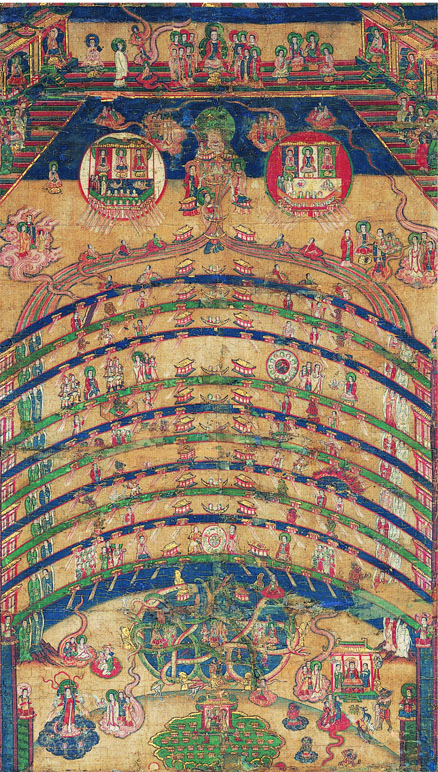
Détail du diagramme manichéen de l'univers, v. 13e-

La pratique bouddhiste connue sous le nom d' e-toki (絵解(き), qui signifie « déchiffrer une image, expliquer une image ») a été utilisée par les bouddhistes japonais de la Terre Pure comme méthode d'enseignement, commençant en Chine dès 931 apr. J.-C. Les représentations d'Etoki remplissaient généralement les salles de rouleaux verticaux qui illustraient l'histoire du Bouddha et divers principes bouddhistes. Comme le bouddhisme lui-même, cette pratique s'est répandue au Japon depuis la Chine. Les rouleaux illustraient aussi souvent la vie du prince Shōtoku, qui est considéré comme le fondateur du bouddhisme japonais. Pendant la dynastie Yuan et la dynastie Ming (au cours de laquelle l'empereur Hongwu interdit le manichéisme en 1370), les manichéens Monijiao du sud de la Chine se sont rapprochés des bouddhistes de la Terre Pure Mahayana, synthétisant la tradition de l'illustration didactique qui a commencé avec l' Arzhang avec les attributs formels des rouleaux suspendus utilisés dans e-toki, tout en syncrétisant les croyances bouddhistes et manichéennes.

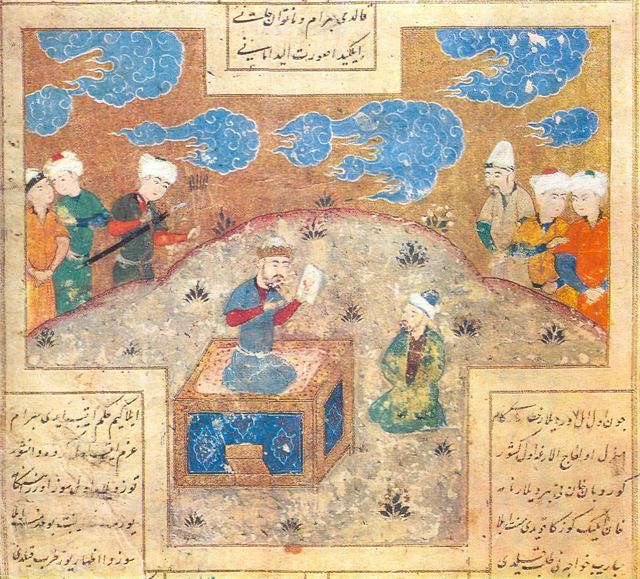
Mani présentant une illustration au roi Bahram I dans une peinture d'Ali-Shir Nava'i, c.

Un récit islamique de la vie de Mani décrit le prophète comme un peintre qui a fondé un mouvement sectaire contre la religion d'État zoroastrienne de la Perse sassanide sous Shapur I. Poussé par des menaces, Mani s'enfuit au Turkestan, où il se fait des adeptes et peint quelques temples (d'ailleurs, quelques tableaux à Bamyan sont attribués à Mani). Mani a ensuite passé un an dans la solitude d'une grotte après avoir dit à ses disciples qu'il allait au paradis. Après l'année, Mani revint avec l' Arzhang, qu'il dit avoir fait descendre du ciel. Après la mort de Shapur, lui et un grand cortège de fidèles retournèrent en Perse. Selon ce récit, le nouveau roi Bahram Ier reçut et favorisa Mani, mais il fut plus tard écorché vif pour ses hérésies. Dans une peinture du XVIe siècle d'Ali-Shir Nava'i de l'Ouzbékistan d' aujourd'hui, Mani est représenté sur le trône de Bahram alors que le roi inspecte l'une des illustrations du prophète.
Dans la tradition islamique (à l'exception du récit d'Ibn al-Nadim sur la vie de Mani), Mani est appelé « Mani le peintre », remplaçant presque toujours le topos de « fondateur d'une religion ». De plus, Arzhang est le nom du daeva (démon) du Shahnameh de Ferdowsi qui emmène Kay Kāvus à Mazanderan, et que Rostam bat dans son sixième procès. Le mot « arzhang » qui signifie « digne » en moyen persan est probablement la raison des noms partagés, bien qu'il soit fortuit (si la théorie de Thomas W. Arnold sur l'origine manichéenne de la peinture miniature persane est correcte) que le personnage d'Arzhang serait d'abord 'ont été illustrés dans le style de l' Arzhang.

## Voir également
- Arzhang